# Кривчани (затоплене село)
Кривчани — колишнє село, яке розташовувалося у долині річок Ушиця та Жванчик, північніше Старої Ушиці, належало до Кам'янець-Подільського району Хмельницької області.
У 1981 році затоплене при створенні Дністровського водосховища — підпір води водосховища затопив долину річки Ушиця та гирло річки Жванчик, перетворивши Ушицю майже на 30 км на північ від гирла фактично на затоку водосховища, затопивши при цьому 4 села — окрім Кривчан, ще й Раколупці, Чугор та Косиківський Яр.

## Історія
За даними видання «Волости и важнѣйшія селенія Европейской Россіи» (1885): «Кривчани — колишнє власницьке село при річці Ушиця, 317 осіб, 50 дворових господарств, православна церква, водяний млин». Входило до складу Грушківської волості Ушицького повіту Подільської губернії.
1923 року територія Грушківської волості, зокрема і село Кривчани, увійшла до складу Староушицького району. Після його ліквідації 23 вересня 1959 року Кривчани ввійшли до складу Кам'янець-Подільського району. Підпорядковувалися Староушицькій селищній раді
У зв'язку з будівництвом Дністровського гідровузла рішенням Хмельницького облвиконкому від 27 жовтня 1981 року село Кривчани виключено з облікових даних.